# Bản khắc Esmet-Akhom
Bản khắc Esmet-Akhom hay Philae 436 là bản khắc chữ tượng hình Ai Cập cuối cùng được phát hiện, có niên đại từ năm 394 TCN. Bản dịch được phát hiện trong đền thờ Isis trên đảo Philae, miền nam Ai Cập.
Bản khắc gồm có 2 văn bản bằng chữ tượng hình và chữ bình dân Ai Cập cổ đại cùng hình tượng toàn thân thần Mandulis với chiếc vương miện đặc trưng. Bản khắc bằng chữ bình dân được khắc vào ngày 24 tháng 9 năm 394 TCN, hay vào ngày vía của thần Osiris năm Diocletianus thứ 110. Tại thời điểm đó, tỉnh Ai Cập phần lớn đã được Ki-tô hoá và là một tỉnh thuộc Đại khu phương Đông thuộc Đế quốc La Mã.
Bản chữ tượng hình:
Bản chuyển ngữ:
m-bꜣḥ Mꜣ-w-r sꜣ Ḥr m-ʿ=f Ist-mḍ-iḫm s* r'Ist1-md ḫm-nṯr

Bản dịch tiếng Anh:
Trước thần Mandulis - con trai thần Horus, con trai của Esmet - Đệ nhị tư tế của nữ thần Isis là Esmet-Akhom truyền lại cho thời tại thế lẫn suốt thời vĩnh cửu lời của người cai quản cấm địa (abaton), vị thần vĩ đại Mandulis.

Nội dung bản chữ bình dân:
Nesmeterakhem, con trai của Nesmeterpanakhet - Đệ Nhị tư tế của nữ thần Isis cùng vợ là Eseweret, người ký lục thuộc Kho văn thơ của nữ thần Isis đã tạc hình tượng thần Mandulis đẹp đẽ cho đời sau. Hôm nay, nhân ngày sinh của thần Osiris cùng lễ vật, năm Diocletianus thứ 110.

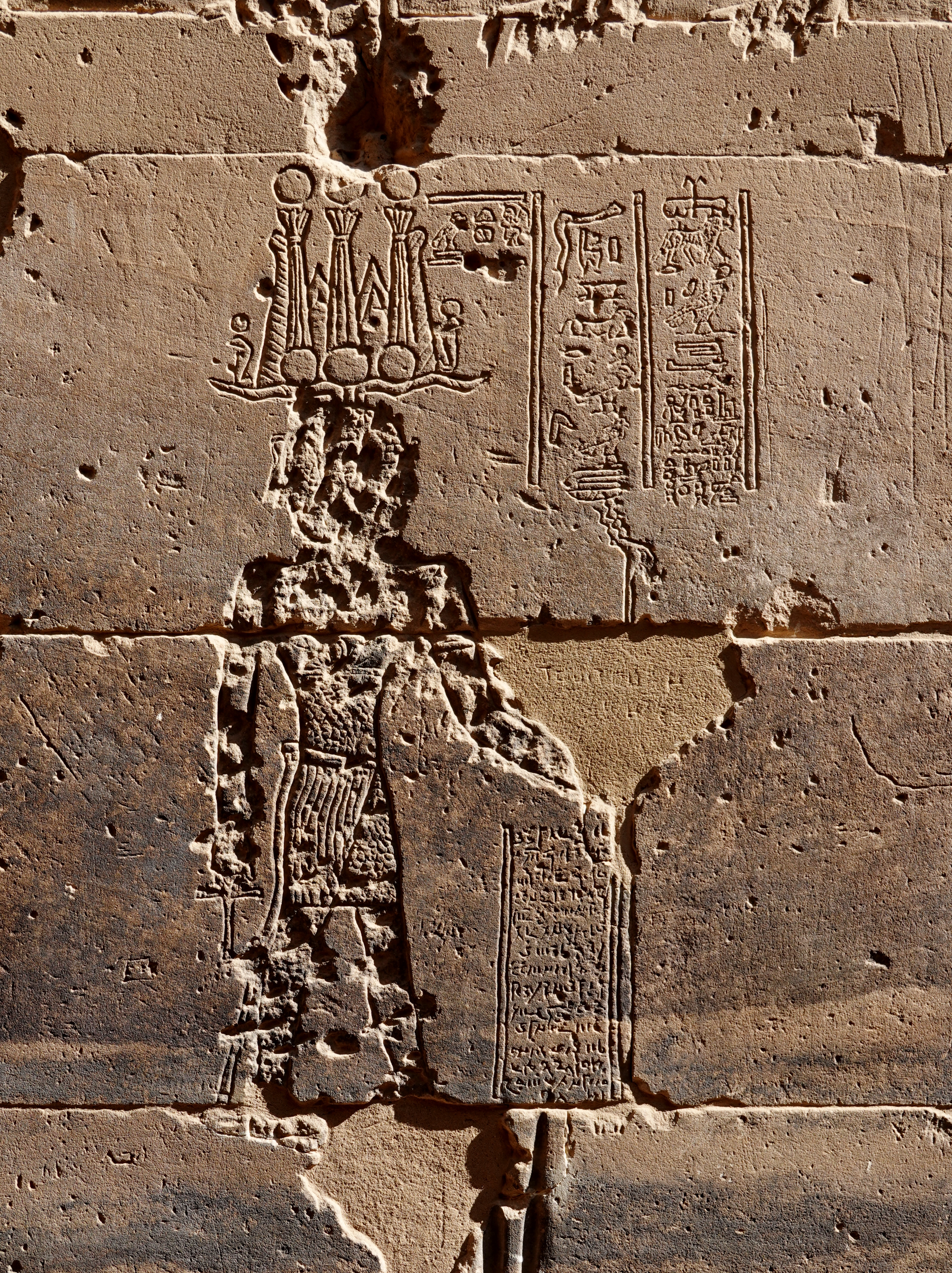
Ảnh chụp
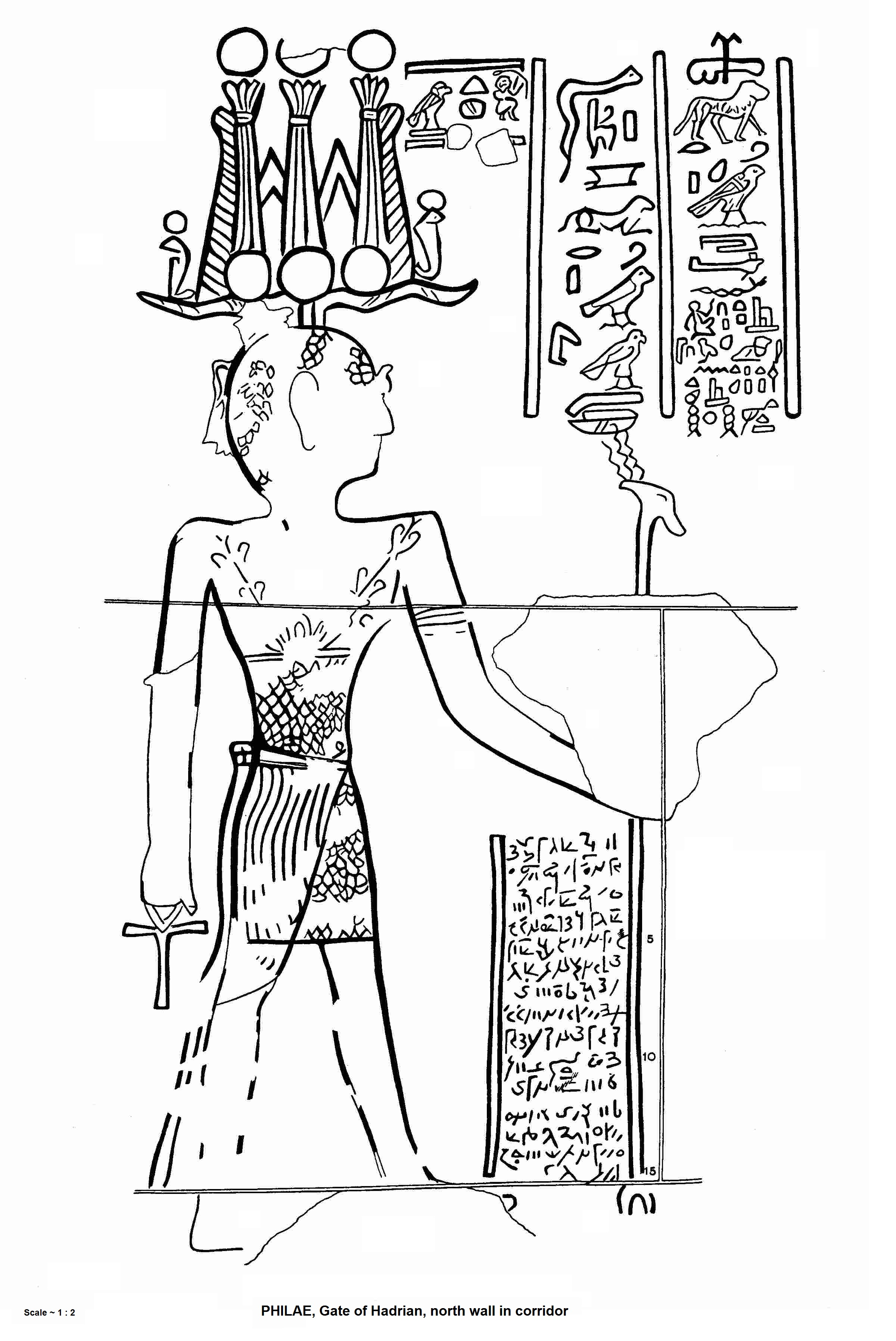
Bản vẽ lại
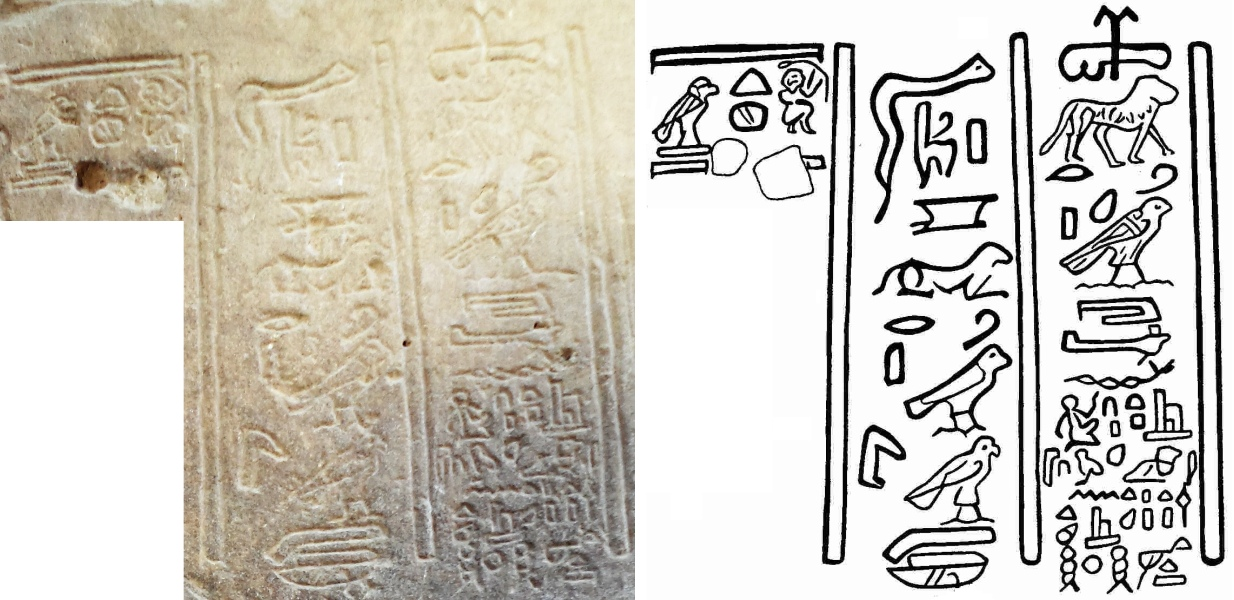
Bản chữ tượng hình
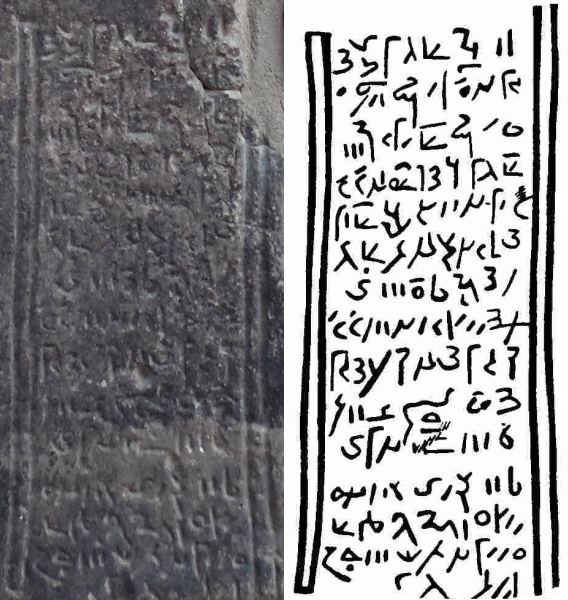
Bản chữ bình dân
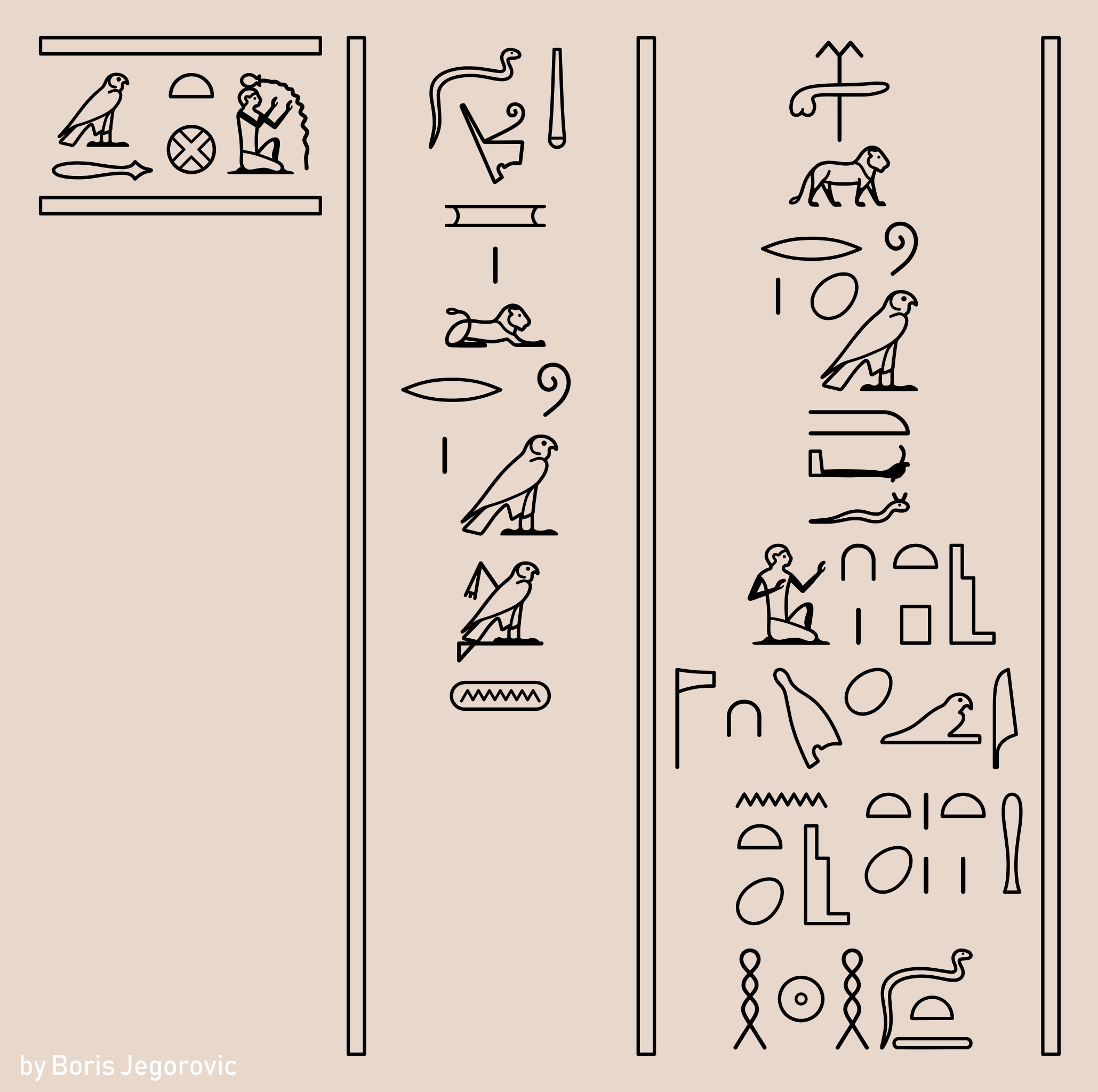
Bản chữ tượng hình đã qua sắp xếp lại

## Trích dẫn
1. ↑  "THE ANCIENT EGYPTIAN LANGUAGE: NOT JUST HIEROGLYPHS". American Research Center in Egypt Orange County. Bản gốc lưu trữ ngày 24 tháng 2 năm 2020. Truy cập ngày 26 tháng 4 năm 2015.
2. 1 2  Parkinson, Richard (1999). Cracking Codes: The Rosetta Stone and Decipherment. Contributions by Whitfield Diffie, Mary Fischer, and R. S. Simpson. British Museum Press. tr. 178. ISBN 978-0-7141-1916-8.